# Caprona ransonnetti
Caprona ransonnettii, thường được biết đến với tên Golden Angle, là một loài bướm thuộc họ Bướm nhảy.

## Hình ảnh

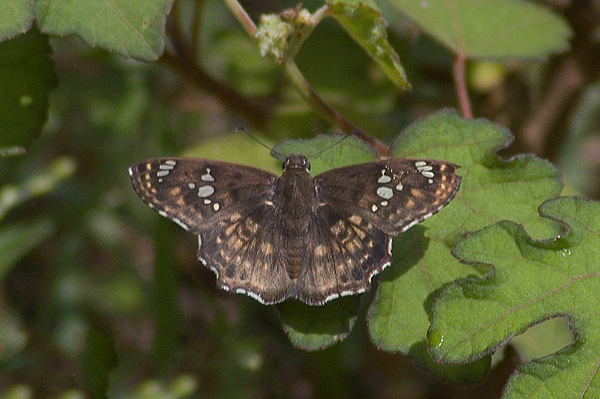
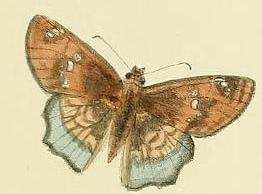
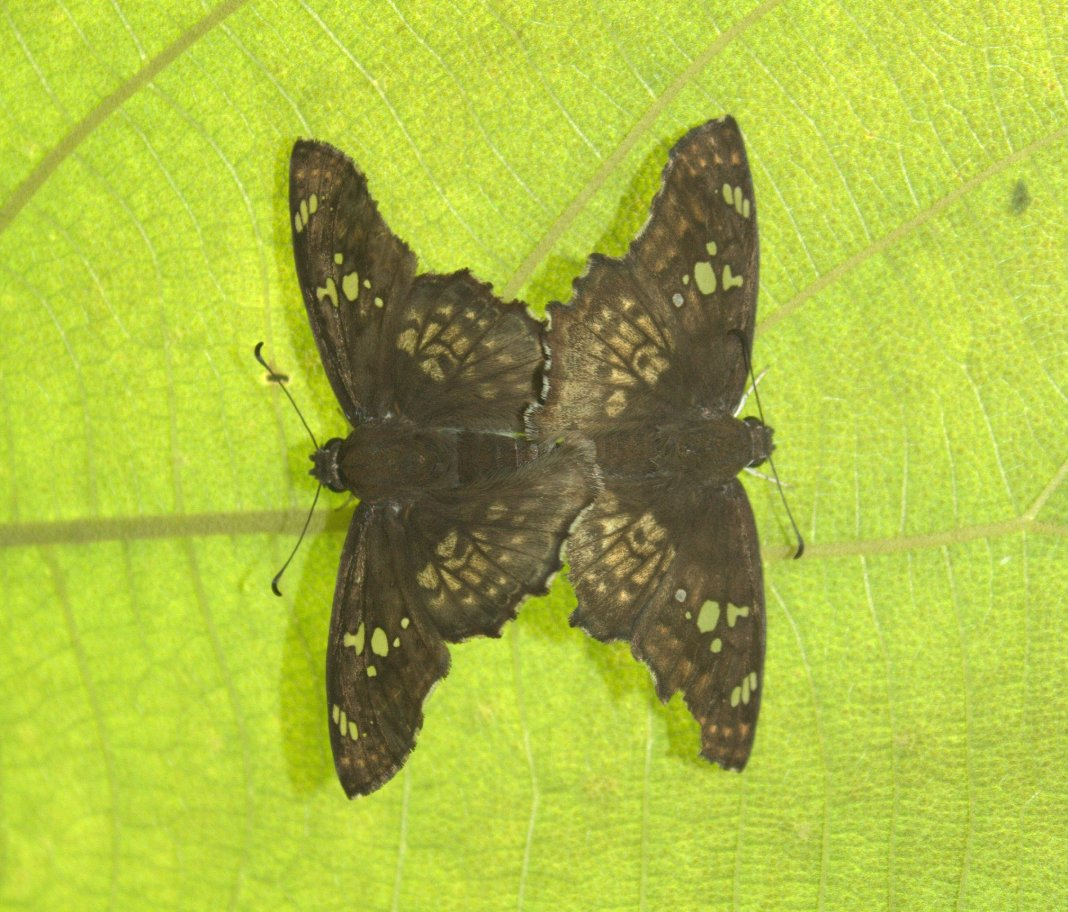
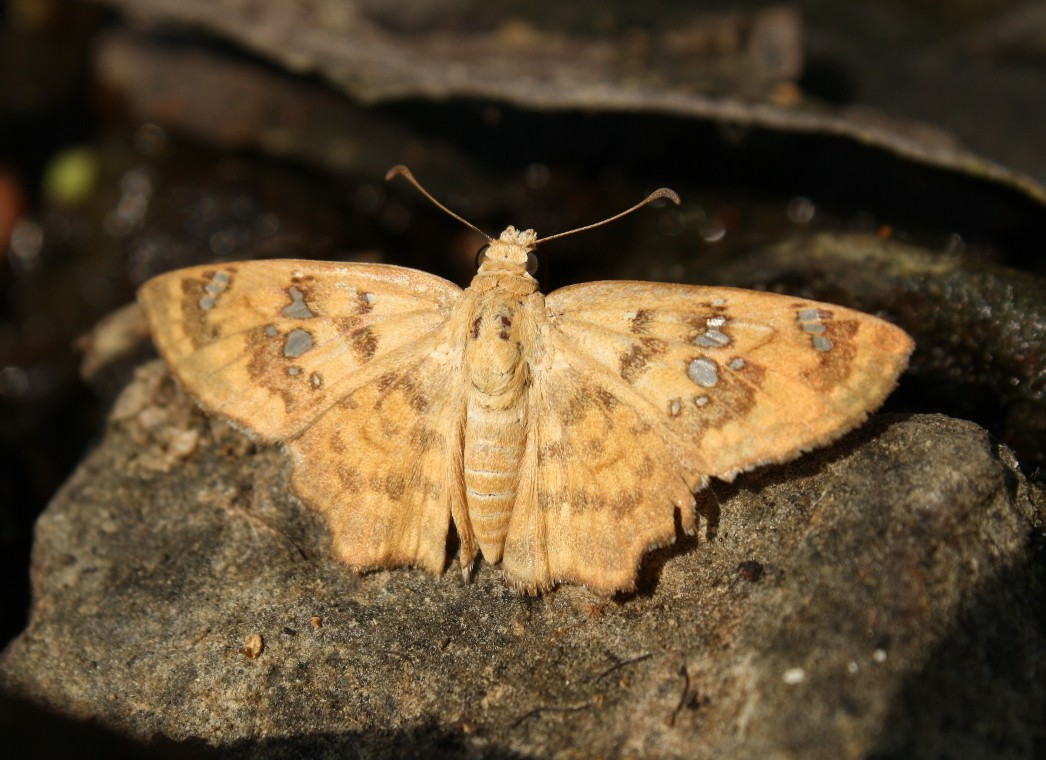